# Kormoran (Wappentier)

Kormoran im Wappen von Loppa

Der Kormoran ist in der Heraldik ein Wappentier und nur selten in Wappen anzutreffen.
Dargestellt wird in der Regel ein schwarzer Vogel mit zum Trocknen ausgebreiteten Flügeln.
Den Kormoran mit Utterschwalbe zu benennen ist umstritten. Das Wappentier Utterschwalbe ähnelt mehr einem schwarzen Schwan oder einem Waldrapp. Ein Kormoran hat keinen farbigen Brustfleck, der als ein Merkmal des unbestimmten Vogels oft dargestellt wird. Der Heraldiker Heffner setzt aber Kormoran und Uttenschwalbe (Utterschwalbe) gleich. Auch Oswald hält Uttenschwalbe und Kormoran als wahrscheinlich für ein Wappentier.